# EHVS
Ekonomihögskolans i Växjö Studentförening (EHVS) är en ideell studentförening vid Linnéuniversitetet i Växjö. Föreningen bildades 1994 genom en sammanslagning av tre mindre ekonomföreningar, Växekon, VäxIE och Massiv, som sedan har vuxit och är i dagsläget en väletablerad förening i Växjö. Föreningen har cirka 1500 medlemmar och genomför över 50 olika evenemang varje år. EHVS representerar ekonomer vid Linnéuniversitet i Växjö, men föreningens medlemmar innefattar fler institutioner än Ekonomihögskolan.
EHVS är medlem i nätverket U9, ett nätverk för de största ekonomföreningarna i Sverige. Övriga medlemmar är Lundaekonomerna, Uppsalaekonomerna, JSA, HHGS, SASSE, HHUS, ELIN och Föreningen Ekonomerna vid Stockholms universitet.
Föreningen har sitt kontor på Universitetsplatsen 1 i Växjö på Linnéuniversitetet.

## Organisation
Föreningens högsta beslutande organ är föreningsmötet. Det hålls en gång per halvår och har i syfte att fatta beslut om föreningens strategiska frågor. Under föreningsmötet som sker på våren fattas beslut om verksamhetsplan och årsbudget.

## Utskott & Projektgrupper
Föreningen består av 5 olika utskott, Programutskottet, Näringslivsutskottet, Mediautskottet, Internationella Utskottet och Utbildningsutskottet. Inom dessa utskott utgör sedan 17 olika sektioner/projektgrupper.

### Programutskottet (PU)
Programutskottet består av 5 sektioner, 2 projektgrupper och representanter till Puben Sivans. 
Utskottet består av sektionerna Sex Promille, SexIE, Sex Med Flera, Idrott, Q.U.L. 
Programutskottet genomför ett trettiotal evenemang per år och har också ansvar för föreningens välkomstvecka för nya studenter i Växjö. 
Pu:s största evenemang är Ekonomhelgen, vilket genomförs både på våren och på hösten. Den innehåller evenemang i tre dagar som innehåller Caps VM, White Night, Fullmoon Party, Finsittning och Overallsittning. 
Väkomstveckan i Växjö (Kick-off) genomförs sista veckan i augusti. Då välkomnar Ekonomihögskolan tillsammans med EHVS alla nya studenter till Växjö och Linnéuniversitetet.
Andra evenemang som sker är golftävlingar, fotbollskvällar, volleyboll, vinprovning, ölprovning, Silent Disco, Dirty Brunch, examensbankett och koalitionsresor.
Sivans Studentpub är en av pubarna som verkar på Campus i Växjö och drivs av EHVS. Evenemang på puben är onsdagspub, afterschool, brunch och lördagspub. Sivans öppnades i början av 1980-talet som en enkel studentpub. Från början benämndes mötesplatsen Sivs Café, en förkortning för Studentkåren i Växjös café. Upplägget med EHVS tillsammans med nationerna som ägare av Sivans kommer från våren 1987, då Skånes, Västkustens, Smålands och Norrlands nationer samt EHVS (Växekon) formellt bildade Föreningen Sivs café.
Sivans i sina nuvarande lokaler på Växjö campus öppnades 11 maj 1996.

### Näringslivsutskottet (NU)
Näringslivsutskottet består av Företagsgruppen, Börsgruppen och EHVS arbetsmarknadsdag AMÅR.
Företagsgruppen verkar som en länk mellan studentföreningens medlemmar och näringslivet. Företagsgruppen sköter den löpande kontakten med EHVS partnerföretag, ser till att de får tillräcklig exponering på Linnéuniversitetet och anordnar olika aktiviteter som främjar utbytet mellan student och företag. Företagsgruppen består av en ordförande, vice-ordförande, skattmästare samt en kontaktperson för respektive partnerföretag
Börsgruppen arbetar för att öka studenters intresse och kunskap om börs- och finansmarknaden. Börsgruppen anordnar bland annat nybörjarkvällar, gästföreläsningar och aktietävlingar. Nybörjarkvällarna hjälper studenter att komma igång med aktier. Gästföreläsningarna kan vara allt från entreprenörer till fondbolag som pratar om något intressant ämne. Börsgruppen förvaltar även föreningens portfölj.

#### Amår - Arbetsmarknadsdag
Amår - en arbetsmarknadsdag som sammanför företag med studenter på Linnéuniversitetet. Mässan genomförs alltid första torsdagen i mars. Förutom den stora mässa som fyller universitetets lokaler anordnas bland annat kontaktsamtal, bankett, sponsrade tävlingar modeshow och föreläsningar. Amår är en av Smålands största arbetsmarknadsmässor med cirka 80 utställare med omkring 4000 besökare. Amår består även av För-Amår. För-Amår är ett evenemang där föreläsare bjuds in och sätter starten för Amår. Detta evenemang brukar ske ett par veckor innan Amår-dagen.

### Mediautskottet (MU)
Mediautskottet består av fyra sektioner. Medlemstidningen Assar, EHVS Office, Promotion och BrIEf.
EHVS Office föreningens hjärta, där våra studenter kan få hjälp med att köpa medlemskap, köpa föreningens olika produkter och få svar på frågor rörande EHVS. EHVS Office har öppet för studenter måndag till fredag.
Assar är EHVS medlemstidning och släpps, utöver ett kick-offnummer, två gånger per termin plus ett online-nummer under början av vårterminen. Assars mål är att innehålla roliga och intressanta artiklar om livet på Campus. Karriärreportage om gamla EHVS-medlemmar eller andra inspirerande personer tillhör de senare, medan nöjeskrönikor och täckning av EHVS arrangemang tillhör den roligare och Campus-aktiga sidan av tidningen. Namnet på tidningen härstammar från den kände nationalekonomen Assar Lindbeck
Promotion sektioner arbetar med kommunikation och media. Sektionen är experterna inom film och fotografering. De tar även fram affischer, banderoller, logotyper och tygmärken.
BrIEf är en sektion som släpper en humoristisk studenttidning två gånger varje år i Växjö. Tidningen är en gammal tradition. Den är väldigt underhållande och ger upphov till många skratt.

### Utbildningsutskottet (UU)
Utbildningsutskottet arbetar främst med utbildningsbevakning, men också för att utveckla den utbildning som bedrivs på Ekonomihögskolan i Växjö. Vi arbetar kontinuerligt för att säkerställa och höja kvalitetsnivån samt för att öka studenternas engagemang för utbildningsfrågor. Utbildningsutskottet arbetar även för att påverka beslut och agerar som en kommunikationskanal mellan studenter och beslutande organ i Ekonomihögskolans ledning.

### Internationella Utskottet (IU)
Det internationella utskottet har som mål att knyta samma EHVS med resten av världen, både genom de internationella studenter vid Linnéuniversitetet samt genom de studenter som läser en eller två utbytesterminer på ett internationellt universitet runt om i världen. Ekonomihögskolan i Växjö erbjuder 400 olika partneruniversitet runt om i världen